# Jens Lehmann
Jens Lehmann (IPA: jɛns ˈleːman; sinh ngày 10 tháng 11 năm 1969 ở Essen) là một cầu thủ bóng đá người Đức từng thi đấu ở vị trí thủ môn. Anh từng là thủ môn bắt chính tất cả các trận đấu trong chiến tích vô địch Premier League với thành tích bất bại mùa giải 2003–04 của Arsenal. Anh đã được bầu chọn là thủ môn xuất sắc nhất châu Âu mùa giải 1996–97 và 2005–06. Anh có mặt trong đội hình ở 3 kỳ World Cup. Dù đã giải nghệ nhưng ngày 19 tháng 3 năm 2011 anh đã được HLV Wenger gọi lại để giúp Arsenal trong hoàn cảnh thiếu thủ môn trong một bản hợp đồng có thời hạn đến hết mùa giải.

## Phong cách thi đấu
Được coi là một trong những thủ môn xuất sắc nhất thế giới trong thời kỳ đỉnh cao của anh ấy, cũng như một trong những thủ môn xuất sắc nhất lịch sử Premier League, và là một trong những thủ môn vĩ đại nhất của Arsenal và Đức, Lehmann là một thủ môn tài năng và giàu kinh nghiệm, người đã nổi tiếng về sự nhanh nhẹn, phản xạ, sức mạnh và khả năng cản phá cú sút nhào lộn; tuy nhiên, anh ấy cũng được biết đến với phong cách chơi hiệu quả hơn là ngoạn mục. Là một thủ môn giỏi toàn diện, anh ấy cũng được đánh giá cao trên các phương tiện truyền thông nhờ khả năng phân phối bóng bằng cả hai chân, cũng như khả năng xử lý, thể lực, định vị, đọc trận đấu và khả năng đi ra ngoài của anh ấy và thu thập hoặc đấm các quả tạt, cho phép anh ta chỉ huy khu vực của mình một cách hiệu quả. Anh cũng được biết đến với tính cách lập dị và cực kỳ thẳng thắn. Hơn nữa, anh ấy sở hữu một trí lực mạnh mẽ, ý thức chiến thuật và tố chất lãnh đạo, đồng thời cũng được biết đến với khả năng xử lý áp lực và giao tiếp với tuyến sau của mình. Một trong những thủ môn xuất sắc nhất thế hệ của anh ấy, lối chơi của anh ấy là nguồn cảm hứng cho Manuel Neuer. Tuy nhiên, bất chấp khả năng của mình, anh cũng được biết đến là người không ổn định, và sự ổn định lâu dài của anh không đặc biệt ấn tượng.

## Thống kê sự nghiệp

### Câu lạc bộ
| Câu lạc bộ          | Mùa giải            | Vô địch quốc gia    | Vô địch quốc gia | Vô địch quốc gia | Cúp quốc gia | Cúp quốc gia | Cúp liên đoàn | Cúp liên đoàn | Châu Âu | Châu Âu   | Khác    | Khác      | Tổng    | Tổng      |
| Câu lạc bộ          | Mùa giải            | Division            | Số trận          | Bàn thắng        | Số trận      | Bàn thắng    | Số trận       | Bàn thắng     | Số trận | Bàn thắng | Số trận | Bàn thắng | Số trận | Bàn thắng |
| ------------------- | ------------------- | ------------------- | ---------------- | ---------------- | ------------ | ------------ | ------------- | ------------- | ------- | --------- | ------- | --------- | ------- | --------- |
| Schalke 04          | 1988–89             | 2. Bundesliga       | 13               | 0                | 3            | 0            | —             | —             | —       | —         | —       | —         | 16      | 0         |
| Schalke 04          | 1989–90             | 2. Bundesliga       | 27               | 0                | 0            | 0            | —             | —             | —       | —         | —       | —         | 27      | 0         |
| Schalke 04          | 1990–91             | 2. Bundesliga       | 34               | 0                | 1            | 0            | —             | —             | —       | —         | —       | —         | 35      | 0         |
| Schalke 04          | 1991–92             | Bundesliga          | 37               | 0                | 1            | 0            | —             | —             | —       | —         | —       | —         | 38      | 0         |
| Schalke 04          | 1992–93             | Bundesliga          | 8                | 0                | 2            | 0            | —             | —             | —       | —         | —       | —         | 10      | 0         |
| Schalke 04          | 1993–94             | Bundesliga          | 21               | 0                | 1            | 0            | —             | —             | —       | —         | —       | —         | 22      | 0         |
| Schalke 04          | 1994–95             | Bundesliga          | 34               | 1                | 4            | 0            | —             | —             | —       | —         | —       | —         | 38      | 1         |
| Schalke 04          | 1995–96             | Bundesliga          | 32               | 0                | 3            | 0            | —             | —             | —       | —         | —       | —         | 35      | 0         |
| Schalke 04          | 1996–97             | Bundesliga          | 34               | 0                | 2            | 0            | —             | —             | 12      | 0         | —       | —         | 48      | 0         |
| Schalke 04          | 1997–98             | Bundesliga          | 34               | 1                | 2            | 0            | —             | —             | 7       | 0         | —       | —         | 43      | 1         |
| Schalke 04          | Total               | Total               | 274              | 2                | 19           | 0            | 0             | 0             | 19      | 0         | 0       | 0         | 312     | 2         |
| AC Milan            | 1998–99             | Serie A             | 5                | 0                | 1            | 0            | —             | —             | —       | —         | —       | —         | 6       | 0         |
| Borussia Dortmund   | 1998–99             | Bundesliga          | 13               | 0                | 0            | 0            | —             | —             | —       | —         | —       | —         | 13      | 0         |
| Borussia Dortmund   | 1999–2000           | Bundesliga          | 31               | 0                | 0            | 0            | 2             | 0             | 12      | 0         | —       | —         | 45      | 0         |
| Borussia Dortmund   | 2000–01             | Bundesliga          | 31               | 0                | 3            | 0            | —             | —             | —       | —         | —       | —         | 34      | 0         |
| Borussia Dortmund   | 2001–02             | Bundesliga          | 30               | 0                | 0            | 0            | 2             | 0             | 17      | 0         | —       | —         | 49      | 0         |
| Borussia Dortmund   | 2002–03             | Bundesliga          | 24               | 0                | 0            | 0            | 0             | 0             | 12      | 0         | —       | —         | 36      | 0         |
| Borussia Dortmund   | 2003–04             | Bundesliga          | —                | —                | —            | —            | 2             | 0             | —       | —         | —       | —         | 2       | 0         |
| Borussia Dortmund   | Total               | Total               | 129              | 0                | 3            | 0            | 6             | 0             | 41      | 0         | 0       | 0         | 179     | 0         |
| Arsenal             | 2003–04             | Premier League      | 38               | 0                | 5            | 0            | 0             | 0             | 10      | 0         | 1       | 0         | 54      | 0         |
| Arsenal             | 2004–05             | Premier League      | 28               | 0                | 5            | 0            | 0             | 0             | 7       | 0         | 1       | 0         | 41      | 0         |
| Arsenal             | 2005–06             | Premier League      | 38               | 0                | 0            | 0            | 0             | 0             | 8       | 0         | 1       | 0         | 47      | 0         |
| Arsenal             | 2006–07             | Premier League      | 36               | 0                | 0            | 0            | 0             | 0             | 8       | 0         | —       | —         | 44      | 0         |
| Arsenal             | 2007–08             | Premier League      | 7                | 0                | 3            | 0            | 0             | 0             | 3       | 0         | —       | —         | 13      | 0         |
| Arsenal             | Total               | Total               | 147              | 0                | 13           | 0            | 0             | 0             | 36      | 0         | 3       | 0         | 199     | 0         |
| VfB Stuttgart       | 2008–09             | Bundesliga          | 34               | 0                | 3            | 0            | —             | —             | 10      | 0         | —       | —         | 47      | 0         |
| VfB Stuttgart       | 2009–10             | Bundesliga          | 31               | 0                | 2            | 0            | —             | —             | 10      | 0         | —       | —         | 43      | 0         |
| VfB Stuttgart       | Total               | Total               | 65               | 0                | 5            | 0            | 0             | 0             | 20      | 0         | 0       | 0         | 90      | 0         |
| Arsenal             | 2010–11             | Premier League      | 1                | 0                | 0            | 0            | 0             | 0             | 0       | 0         | —       | —         | 1       | 0         |
| Tổng cộng sự nghiệp | Tổng cộng sự nghiệp | Tổng cộng sự nghiệp | 621              | 2                | 41           | 0            | 6             | 0             | 116     | 0         | 3       | 0         | 787     | 2         |

### Quốc tế
| Đội tuyển bóng đá quốc gia Đức | Đội tuyển bóng đá quốc gia Đức | Đội tuyển bóng đá quốc gia Đức |
| Năm                            | Số trận                        | Bàn thắng                      |
| ------------------------------ | ------------------------------ | ------------------------------ |
| 1998                           | 2                              | 0                              |
| 1999                           | 8                              | 0                              |
| 2000                           | 2                              | 0                              |
| 2001                           | 1                              | 0                              |
| 2002                           | 3                              | 0                              |
| 2004                           | 5                              | 0                              |
| 2005                           | 7                              | 0                              |
| 2006                           | 14                             | 0                              |
| 2007                           | 9                              | 0                              |
| 2008                           | 10                             | 0                              |
| Tổng                           | 61                             | 0                              |

## Danh hiệu

### Câu lạc bộ

#### Schalke 04
- 2. Bundesliga: 1990–91
- UEFA Cup: 1996–97

#### Milan
- Serie A: 1998–99

#### Borussia Dortmund
- Bundesliga: 2001–02

#### Arsenal
- Premier League: 2003–04
- FA Cup: 2004–05
- FA Community Shield: 2004
- Á quân UEFA Champions League: 2005–06

### Quốc tế
- Á quân FIFA World Cup: 2002
- Á quân UEFA Euro: 2008